# Barbados en los Juegos Olímpicos de México 1968
Barbados estuvo representado en los Juegos Olímpicos de México 1968 por un total de 9 deportistas masculinos que compitieron en 5 deportes.
El equipo olímpico barbadense no obtuvo ninguna medalla en estos Juegos.